# 1er régiment de spahis
Pour le régiment appelé 1er régiment de spahis jusqu'en 1921, voir 1er régiment de spahis algériens.
Le 1er régiment de spahis est une unité de l'armée française relevant de l'arme blindée-cavalerie (ABC). Il est héritier de tous les régiments de spahis, cavaliers nord-africains de l'armée française.
Il est aujourd'hui cantonné à Valence, après avoir tenu garnison à Spire, en Allemagne. Depuis 1984, il est intégré à la 6e division légère blindée puis rejoint la 1re brigade mécanisée. Mais celle-ci étant dissoute le 3 août 2015, il a été alors reintégré à la 6e brigade légère blindée (ex-6e division).
Il a été engagé sur de nombreux théâtres d'opérations extérieures au cours des dernières années : dans la guerre du Golfe (où il est rattaché à la Division Daguet), au Kosovo, en Afghanistan, en ex-Yougoslavie, au Liban, au Tchad, en Côte d'Ivoire, en République centrafricaine et au Mali.
Il est l'héritier des traditions du 1er régiment de marche de spahis marocains (1er RMSM) créé pendant la Seconde Guerre mondiale par les Forces françaises libres issu d'éléments du 1er régiment de spahis marocains (1er RSM). Il reprend les traditions de ces deux régiments qui furent antagonistes de 1940 à 1943.
Régiment le plus décoré de l'arme blindée et de la cavalerie, il porte quatorze noms de batailles inscrits sur son étendard.

## Création du corps des spahis

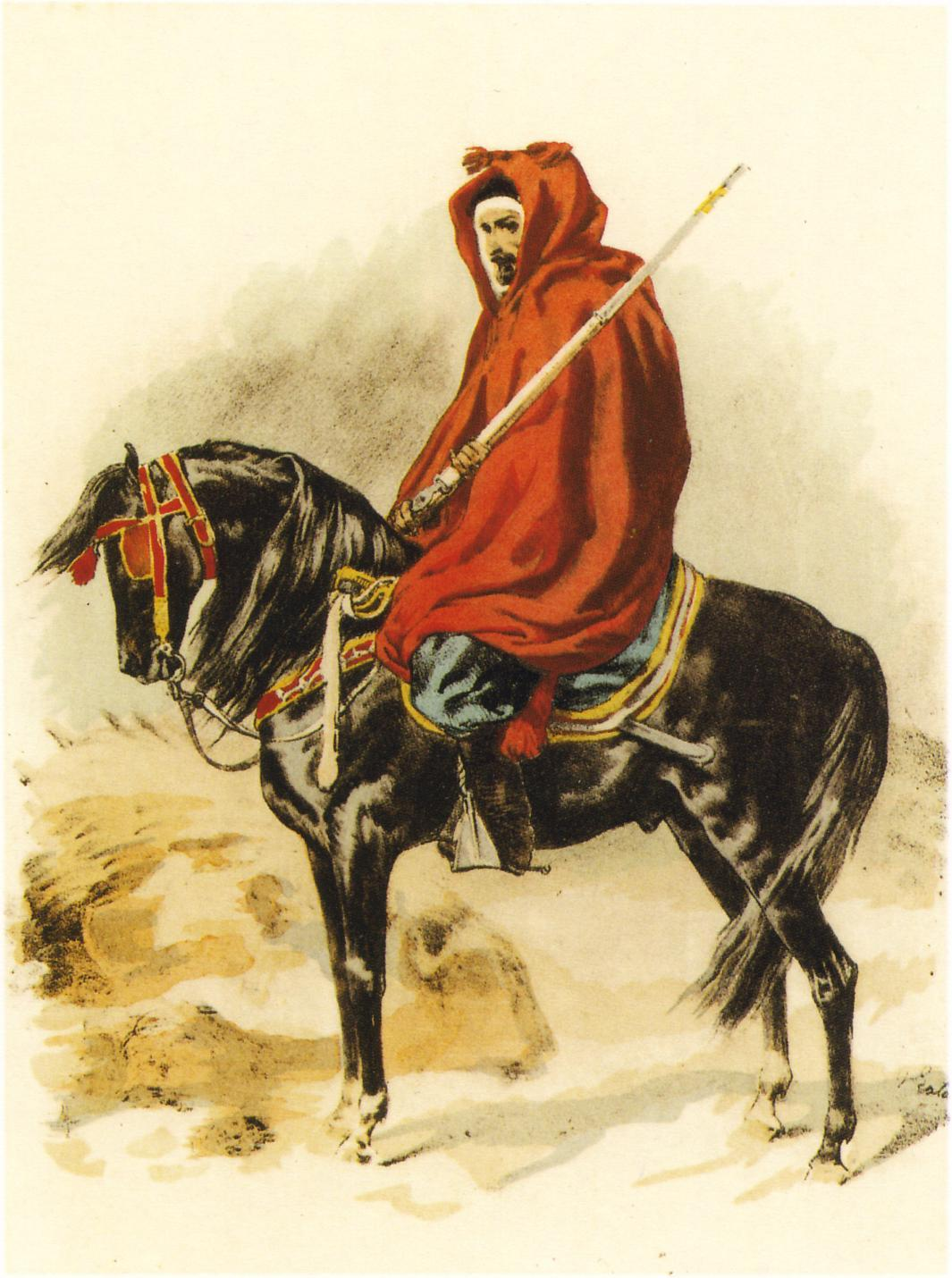
Spahis, 1870, François Hippolyte Lalaisse.

C'est Joseph Vantini, dit Yusuf, qui crée le 9 mars 1831 le corps des spahis dans l'armée française. Ce sera également lui qui sera chargé de recruter ces nouveaux régiments. Ce corps militaire va par la suite se développer et être à l'origine de nombreux faits d'armes spahis.
Dans l'organisation des régiments de spahis, Guillaume Stanislas Marey-Monge, a joué un rôle important lors de la conquête de l'Algérie. Le 17 septembre 1834, il est nommé lieutenant-colonel, et chargé de l'organisation des spahis réguliers et auxiliaires d'Alger. Les spahis réguliers d'Alger présentent un effectif de 600 cavaliers, et les auxiliaires de 350. Les premiers font un service très actif, toujours en présence de l'ennemi dans les opérations militaires et pour le maintien de la sûreté des tribus, ils acquièrent, au prix de sacrifices, une haute réputation dans l'armée, des spahis réguliers sont formés, à Oran et à Bône ; l'ensemble s'élève à 14 escadrons.

## Différentes dénominations
- Régiment de marche de chasseurs indigènes à cheval
- Régiment de marche de spahis marocains[4]
- 1er régiment de spahis marocains
- 21e régiment de spahis marocains[5],[6]
- 1er régiment de marche de spahis marocains[7]

## Chefs de corps
- 1914-1918 : colonel Dupertuis
- 1918-1919 : colonel Guespereau
- 1919-1928 : colonel Massiet
- 1928-1932 : colonel Holtz
- 1932-1934 : colonel Langlois
- 1934-1939 : colonel Bastien
- 1939-1940 : colonel Trémeau
- 1940-1941 : lieutenant colonel de Chaléon
- 1940-1941 : colonel Martin
- 1943-1945 : colonel Michon
- 1940-1942 : chef d'escadrons Jourdier (compagnon de la Libération)
- 1942-1942 : chef d'escadron de Kersauson
- 1942-1945 : colonel Rémy (compagnon de la Libération)
- 1945-1948 : lieutenant-colonel Morel Deville (compagnon de la Libération)
- 1948-1952 : colonel de Lannoy
- 1952-1954 : colonel Fauchon-Villeplée
- 1954-1956 : lieutenant-colonel Le Vacher
- 1956-1958 : lieutenant-colonel Bonnot
- 1958-1960 : lieutenant-colonel Berthet
- 1960-1961 : lieutenant-colonel Nodet
- 1961-1963 : lieutenant-colonel Calvel
- 1963-1965 : lieutenant-colonel Saint-Olive
- 1965-1967 : lieutenant-colonel Guillot
- 1967-1968 : lieutenant-colonel Dumont Saint-Priest
- 1968-1969 : lieutenant-colonel Arnaud
- 1969-1971 : lieutenant-colonel de La Pomarède
- 1971-1973 : colonel Woisard
- 1973-1975 : lieutenant-colonel Perrin
- 1975-1977 : colonel Combourieu
- 1977-1979 : colonel de Bressy de Guast
- 1979-1981 : colonel Mommessin
- 1981-1983 : colonel Simon
- 1983-1985 : lieutenant-colonel Grenaudier
- 1985-1987 : colonel Garreau
- 1987-1989 : colonel Fourniol
- 1989-1991 : colonel Barro
- 1991-1993 : colonel de Courtivron
- 1993-1995 : colonel Beaulieu
- 1995-1997 : colonel Ract-Madoux
- 1997-1999 : colonel Moné
- 1999-2001 : colonel Boulnois
- 2001-2003 : colonel Mercier
- 2003-2005 : colonel Duhesme
- 2005-2007 : colonel Faure
- 2007-2009 : colonel d'Andoque de Sériège
- 2009-2011 : colonel Dupuy de La Grand'Rive
- 2011-2013 : colonel Giraud
- 2013-2015 : colonel Pinon
- 2015-2017 : colonel Do Tran
- 2017-2019 : colonel Héon
- 2019-2021 : colonel Daviet
- 2021-2023 : colonel Marçais
- 2023-2025 : colonel Maurin[8]
- 2025-     : colonel Maxime Laudet[9]

## Historique des garnisons, campagnes et batailles

### Première Guerre mondiale

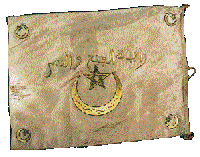
Fanion du 1er Régiment de marche de spahis marocains (1918).

Les escadrons de spahis marocains de l'armée française ont été créés en 1914, lors de la Première Guerre mondiale, par le général Lyautey. Le 1er régiment de spahis marocains est le régiment de cavalerie le plus décoré de l’armée française. Son étendard est le seul des emblèmes des unités de cavalerie à être décoré de la fourragère aux couleurs de la médaille militaire.

#### 1914
Le régiment de marche de spahis marocains (RMSM) participe activement à la victoire de la Marne.

#### 1915
Envoyé sur le front d'Orient, il s'illustre à Pogradec, Skumbi, Bofnia, Uskub et sur le Danube. Ces combats lui valent cinq citations à l'ordre de l'armée et la fourragère aux couleurs de la Médaille militaire.

#### 1918
Attaque (Skopje (en macédonien Скопје)), menée par la brigade Jouinot-Gambetta, composée des 1er, 4e chasseurs d'Afrique et du 1er régiment de spahis marocains de l'armée française, commandée par le général François Léon Jouinot-Gambetta, entre le 24 et le 30 septembre 1918.

### Entre-deux-guerres
Renommé 21e régiment de spahis marocains en 1921, il prend part aux opérations de pacification au Levant de 1920 à 1927. Il y mérite trois nouvelles citations à l'ordre de l'armée et la fourragère de la Croix de guerre des Théâtres d'opérations extérieurs. En 1929 il devient le 1er Régiment de Spahis Marocains (1er RSM).

### Seconde Guerre mondiale

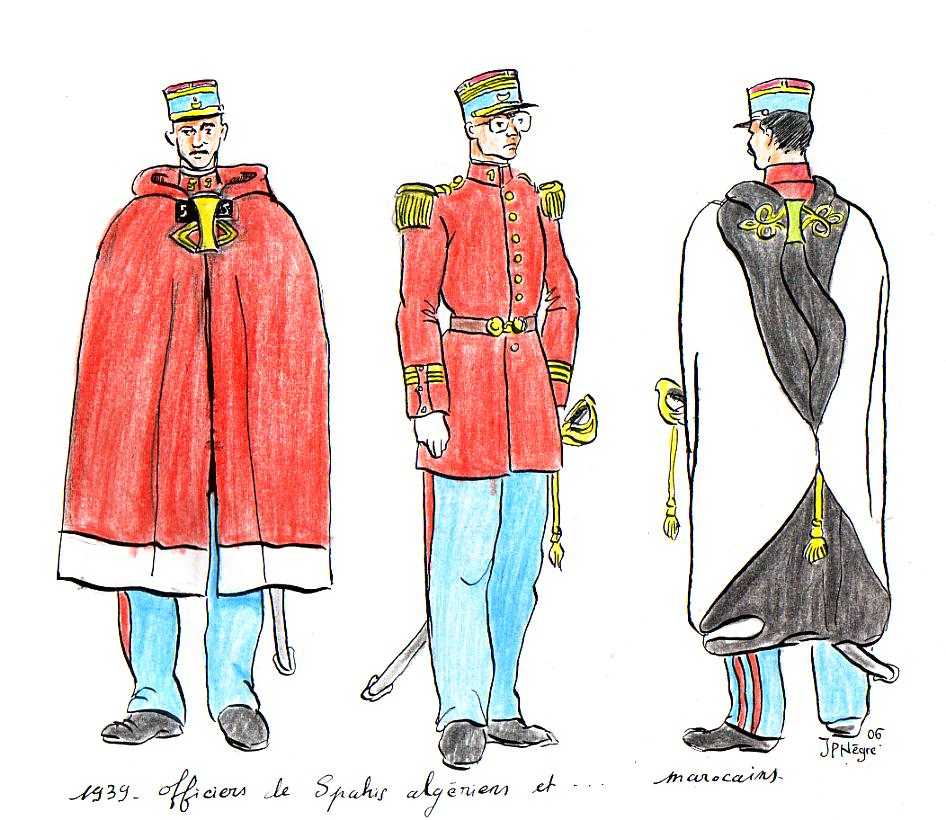
Officiers de spahis algériens et marocains, 1939.

#### 1940
Le 1er juillet 1940, alors que la Seconde Guerre mondiale est en cours, le capitaine Paul Jourdier qui commande le 1er Escadron du 1er RSM décide de continuer le combat contre l'Allemagne et de rejoindre les Britanniques en Palestine. À l'occasion d'une manœuvre au sud du Liban, il réussit à entraîner avec lui une petite moitié de son escadron. Le régiment a commémoré le 30 juin 2020 le 80e anniversaire de ce geste fondateur sur le lieu même où il fut accompli. Renforcé par quelques isolés qui ont passé eux aussi la frontière entre le Liban et la Palestine, puis par des engagés de Londres, l'escadron reprend le combat en Érythrée où il chargera encore à cheval à Umbrega sous les ordres du capitaine Paul Jourdier.

#### 1941

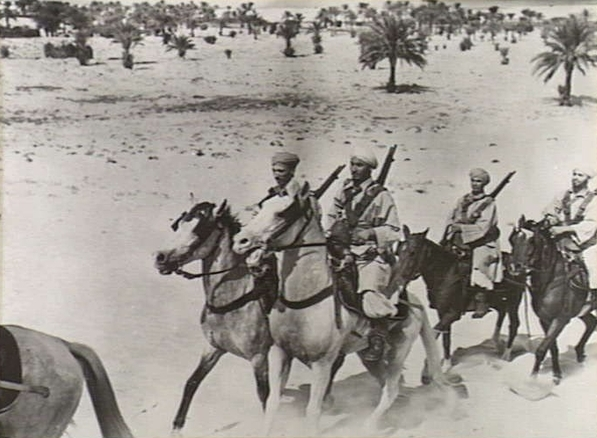
Spahis du 1er escadron de spahis marocains de la France Libre en Égypte début 1941.

Le 2 janvier 1941, Paul Jourdier, officier de cavalerie français de la France libre, engage le combat avec son escadron de spahis contre des unités italiennes, à Umbrega (actuel Soudan). Il va s'agir de la dernière charge au sabre de la cavalerie française et du premier succès terrestre des Forces françaises libres.
Il revient ensuite en Syrie pour combattre sur camions avec la 1re Brigade Légère Française Libre contre les forces restées fidèles au maréchal Pétain.
D'autres escadrons sont créés et forment ensemble un puis deux groupes de reconnaissance de corps d'armée (GRCA) commandés par Jourdier et Robert de Kersauson de Pennendreff.

#### 1942
Renforcé par la compagnie de chars de la France Libre, le 2e groupe équipé d'automitrailleuses et de canons portés, constitue la Free French Flying Column ou Colonne volante qui participe à la bataille d'El Alamein puis à la poursuite jusqu'en Tunisie, initialement au sein de la  8e Armée britannique, puis, en 1943, au sein de la Force L du général Leclerc.
Le 25 septembre 1942, les deux groupes ont été réunifiés au sein du 1er Régiment de Marche de Spahis Marocains (1er RMSM) placé sous les ordres de Jean Rémy.

#### 1944
Devenu régiment de reconnaissance de la 2e Division Blindée, le 1er RMSM combat en France et en Allemagne, subissant de lourdes pertes en tête des différents groupements.

#### 1945
Quant au 1er RSM originel, après avoir combattu à cheval en Syrie, il est motorisé au Maroc en 1943 et participe aux combats de Royan en 1945. Il est finalement dissout et fusionné avec le 8e régiment de dragons.

#### Pertes
Entre 1944 et 1945, au sein de la 2e DB, le 1er RMSM perd 184 tués dont 12,5 % de Maghrébins.

### De 1945 à nos jours

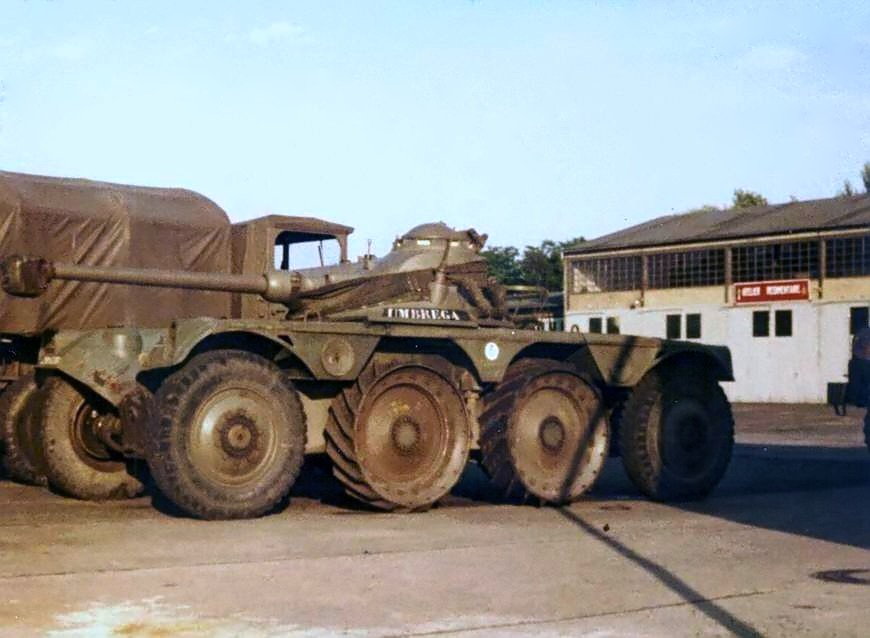
Un engin blindé de reconnaissance du 1er régiment de spahis en 1978.

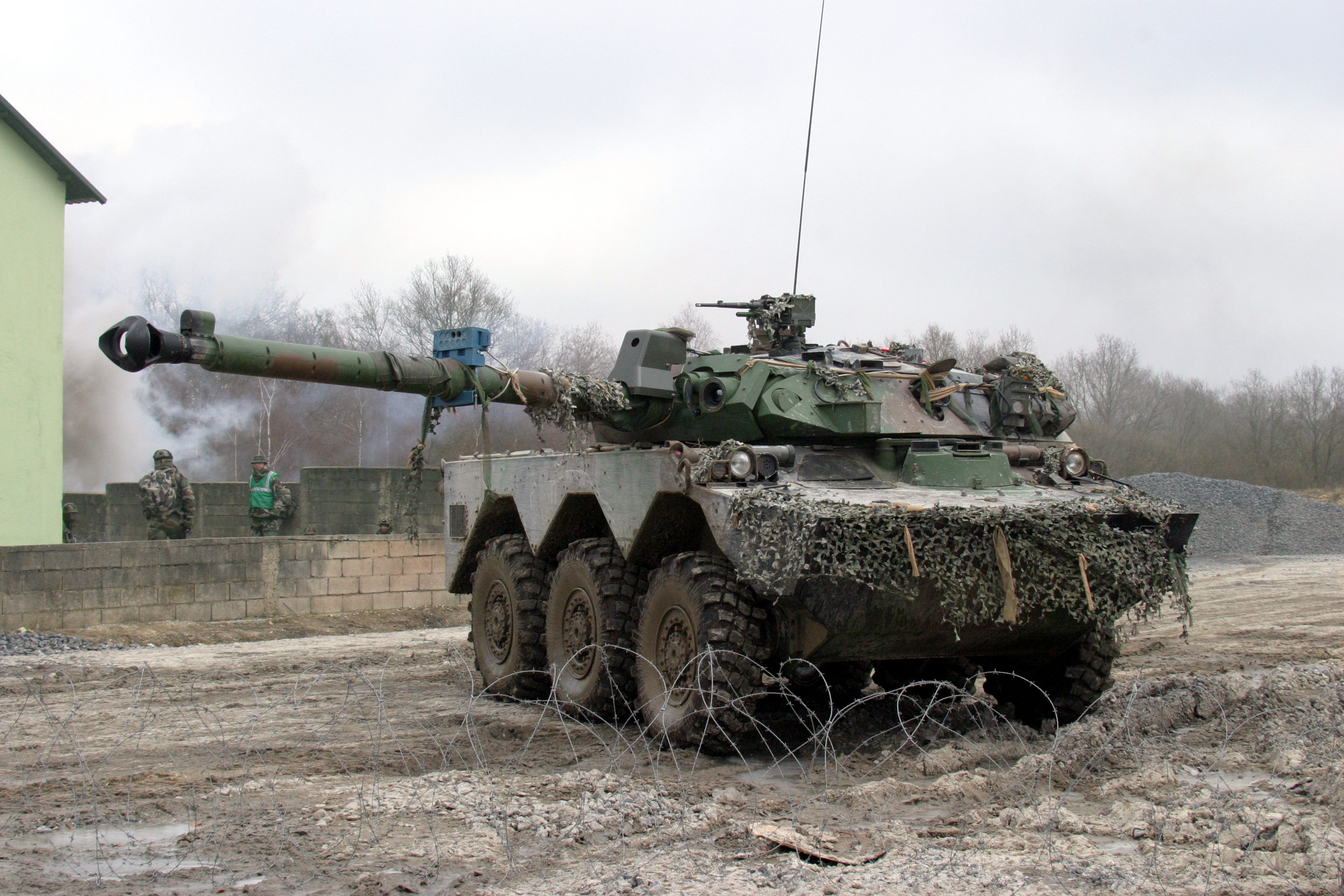
AMX-10RC du 1er régiment de spahis à l'entraînement en 2006.

Un escadron du RMSM est envoyé en Indochine d'octobre 1945 jusqu'à novembre 1946, au sein du groupement de marche de la 2e division blindée. Dans le même temps, le régiment[Lequel ?], va à partir de l'après-guerre, être renommé plusieurs fois et connaître de multiples garnisons. À partir de 1947, il est dénommé 1er régiment de spahis marocains durant sa présence au Maroc. À l'indépendance de ce pays, il devient en 1956 1er régiment de spahis puis en 1958 lors de son arrivée en Algérie, 21e régiment de spahis pour éviter toute confusion avec le 1er régiment de spahis algériens.
Après l'indépendance de l'Algérie, c'est sous cette même dénomination, qu'il s'installe en 1961 à Spire en Allemagne de l'Ouest où il intègre les Forces françaises en Allemagne, comme régiment de reconnaissance du 2e CA. Enfin depuis 1965, après la dissolution du 1er régiment de spahis algériens, il est de nouveau et définitivement nommé 1er régiment de spahis (1er RS).
En 1984, il quitte l'Allemagne et les FFA pour intégrer la 6e division légère blindée et vient s'installer à Valence. Depuis le début des années 2000, il mène des missions d’intervention, d’assistance, d’aide aux populations, de sécurité intérieure, de souveraineté, d’interposition. Sur AMX 10 RCR à Djibouti puis en Afghanistan. Sur véhicule blindé léger (VBL) au Liban et en unité proterre dans les départements et territoires d’outre-mer (Guyane). Le régiment a participé à la plupart des opérations extérieures, Centrafrique, Gabon, Golfe Persique, ex-Yougoslavie, Tchad, Liban, Djibouti, Kosovo, Bosnie, Afghanistan, Côte d’Ivoire, Sénégal, Mali.

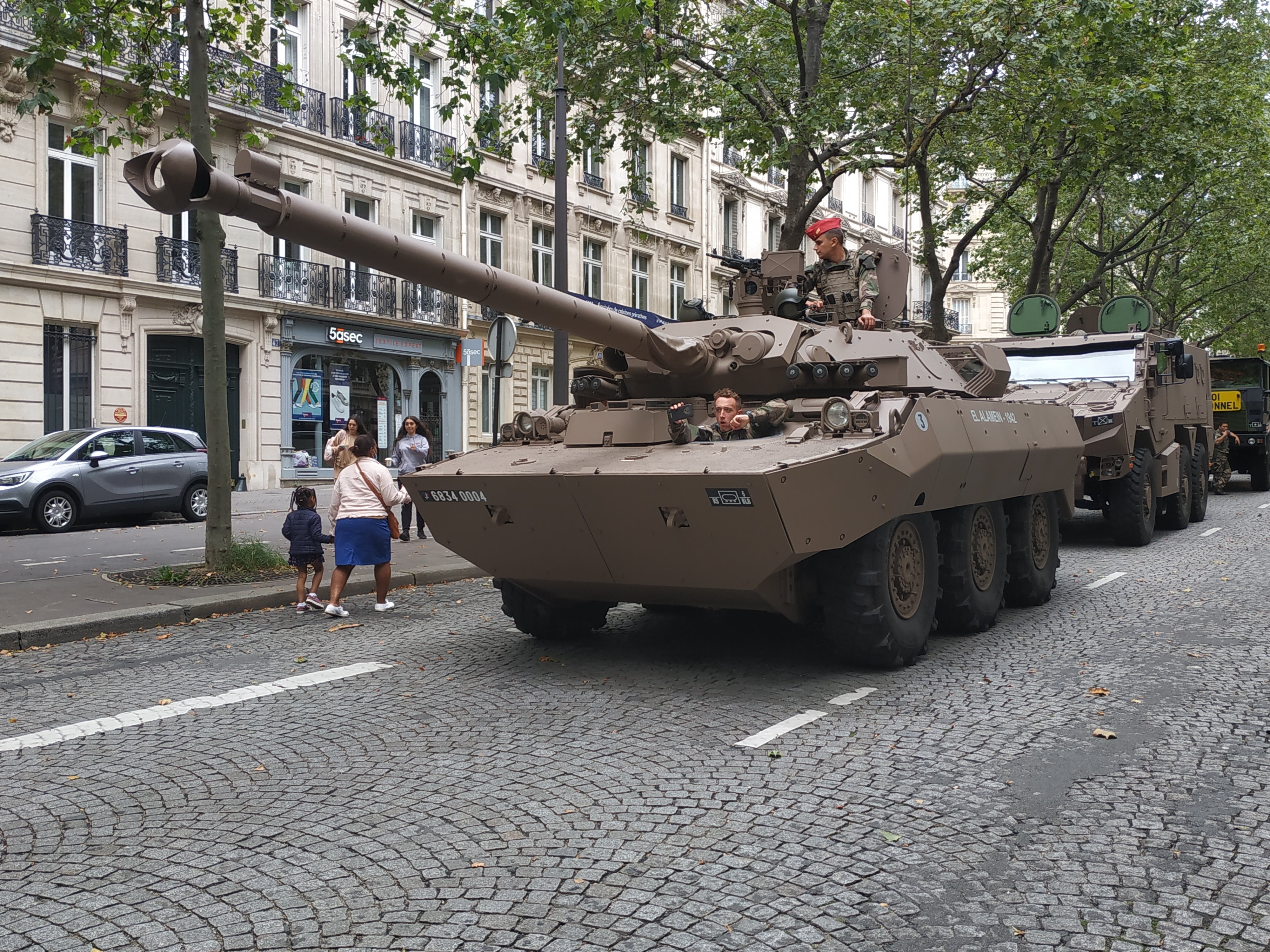
AMX 10 RCR portant la nouvelle livrée des véhicules de l'Armée de terre présentée le 14 juillet 2021.

En 2009, le régiment quitte la 6e brigade légère blindée pour rejoindre la 1re brigade mécanisée. Le 1er aout 2015, avec la dissolution de la 1re brigade mécanisée, il rejoint et retrouve la 6e brigade légère blindée.
Le maintien actuel dans l'ordre de bataille de l'armée française du 1er régiment de spahis, serait dû à une phrase tenue par le général de Gaulle à la fin de la guerre d'Algérie, lorsque s'est posé le problème du sort des régiments de l'Armée d'Afrique et de leur dissolution. Ce dernier aurait eu à propos du 1er spahis et de son éventuelle disparition, cette remarque : « on ne dissout pas un compagnon de la Libération »[réf. nécessaire].
À partir de 2022, nouvel équipement prévu du Véhicule blindé multi-rôles. Suivi en 2025, du programme SCORPION devrait atteindre une première capacité d'infovalorisation et de combat collaboratif, les Véhicules blindés multi-rôles Griffon ayant commencé à remplacer les VAB quadragénaires en 2019 et la moitié des Griffon commandés devant avoir été livrés.

## Le régiment auXXIesiècle

### Subordinations

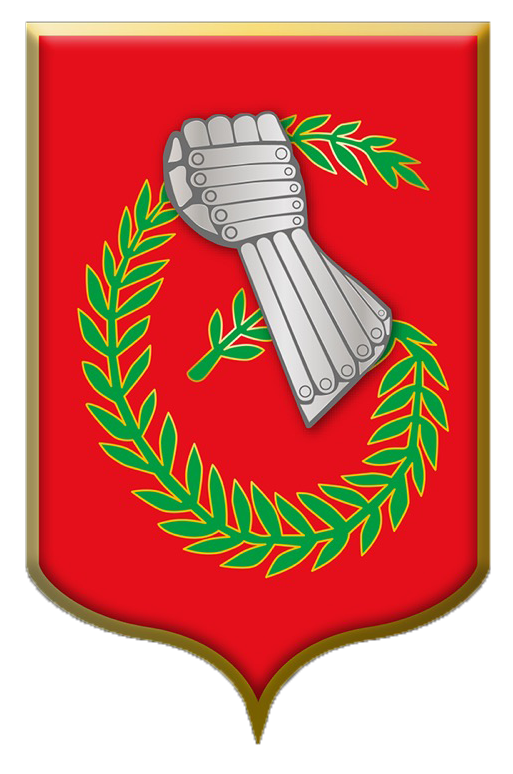
Insigne de la 6e BLB.

Le régiment est subordonné à la 6e brigade légère blindée de la 3e division. La 6e BLB, également appelée « brigade des coups durs et des identités fortes ».

### Composition
Dans le cadre du nouveau format opérationnel de l'Armée de terre « Au contact ». Le 1er Spahis a constitué un nouvel escadron au cours de l'année 2017. À partir de cette date, il est structuré autour de :

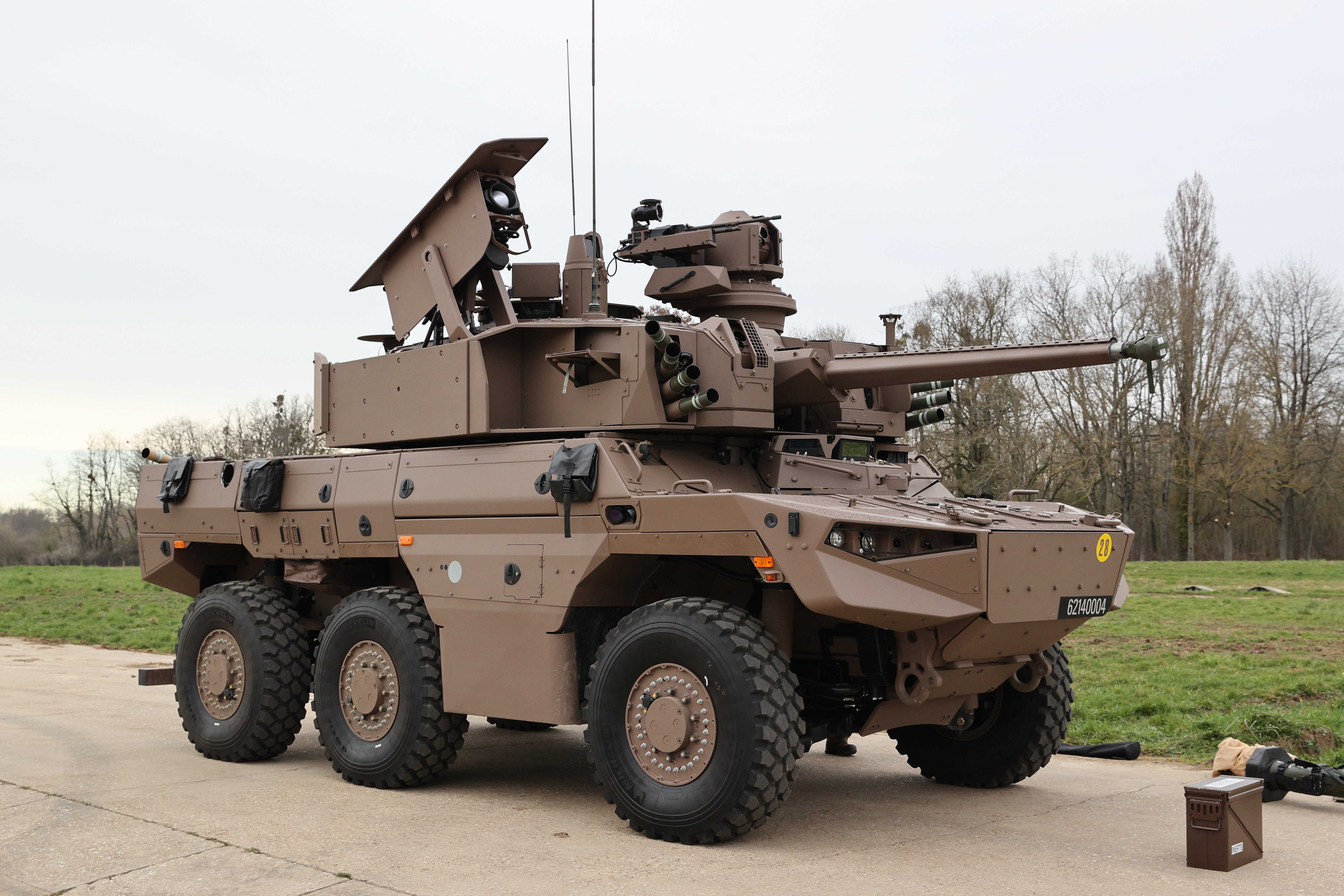
EBRC Jaguar, 2022.

- trois escadrons de combat sur AMX 10 RCR ;
- un escadrons d’éclairage et d’investigation sur VBL ;
- un escadron de commandement et de logistique ;
- deux escadrons portés de réserve.

Début mai 2024, mise en service de l'Engin blindé de reconnaissance et de combat (EBRC) « Jaguar ». Le 1er régiment de Valence a déjà reçu cinq autres chars de ce type. Leur parc de 32 Jaguar au total devrait être au complet d'ici trois ans.
Ayant au 1er janvier 2025, le Colonel Christophe Maurin, comme chef de corps.

### Tradition
Comme le veut la tradition, chaque char est baptisé. Le premier a été nommé Lieutenant-Colonel Marey-Monge, en hommage au premier chef de corps des Spahis. Sous son autorité, les cavaliers algériens au service de la France ont été regroupés en 1834. Le Colonel Christophe Maurin, qui commande aujourd'hui le 1er régiment des Spahis, détaille le choix du nom du deuxième Jaguar, Ville de Valence : C'est plus rare. Nous sommes attachés à Valence, nous y sommes bien, parce que c'est une belle région, mais aussi parce que nous « sommes bien accueillis par les Valentinois ». Il ajoute : « Et rappeler aux Spahis que nous ne vivons pas seuls, mais bien au milieu de nos compatriotes ».

### Garnison
Le régiment est en garnison au quartier Baquet à Valence, une ville au bord du Rhône, à une heure au sud de Lyon.

### Opex
Le régiment a participé à la plupart des opérations extérieures (opex) depuis ces 25 dernières années : Centrafrique, Gabon, Golfe persique, Guyane, ex-Yougoslavie, Tchad, Liban, Djibouti, Kosovo, Bosnie, Afghanistan[Laquelle ?], Côte d’Ivoire, Sénégal, Mali,.

### Centres de formation initiale des militaires
L'instruction dispensée aux engagés volontaires initiaux (EVI) de l'armée de Terre a été uniformisée : les centres de formation initiale des militaires du rang (CFIM) ont été créés pour assurer la formation générale initiale (FGI) de l'ensemble des EVI de l'armée de Terre.
Chaque année, il assure la formation générale initiale (FGI) de 750 engagés volontaires, ainsi que la formation générale élémentaire (FGE) de 120 à 150 caporaux. Ces formations sont majoritairement réalisées au profit des :
- 21e régiment d'infanterie de marine (21RIMa) ;
- 1er Régiment de Spahis (1RS) ;
- 3e régiment d'artillerie de marine (3RAMa);
- 6e CCTMa.

D’une culture d’arme fortement marquée « troupes de marine », le CFIM-4e RIMa (CFIM 6e BLB à Fréjus) se fait force, dans chacune de ses formations, d’instiller l’esprit de camaraderie et la richesse apportée par le travail interarmes, particulièrement marqués au sein de la « brigade des coups durs et des identités fortes ».

## Drapeau

Représentation des inscriptions sur le drapeau du 1er régiment de marche de spahis marocains.

Le drapeau du 1er RMSM porte à la fin de la guerre, brodées en lettres d'or dans ses plis, les inscriptions :
- Érythrée 1941
- El-Alamein 1942
- Tunisie 1943
- Paris 1944
- Strasbourg 1944

### Étendard

Représentation de l'étendard du 1er RS entre 2007 et 2011 (avant l'ajout de l'inscription Koweït 1990-1991)

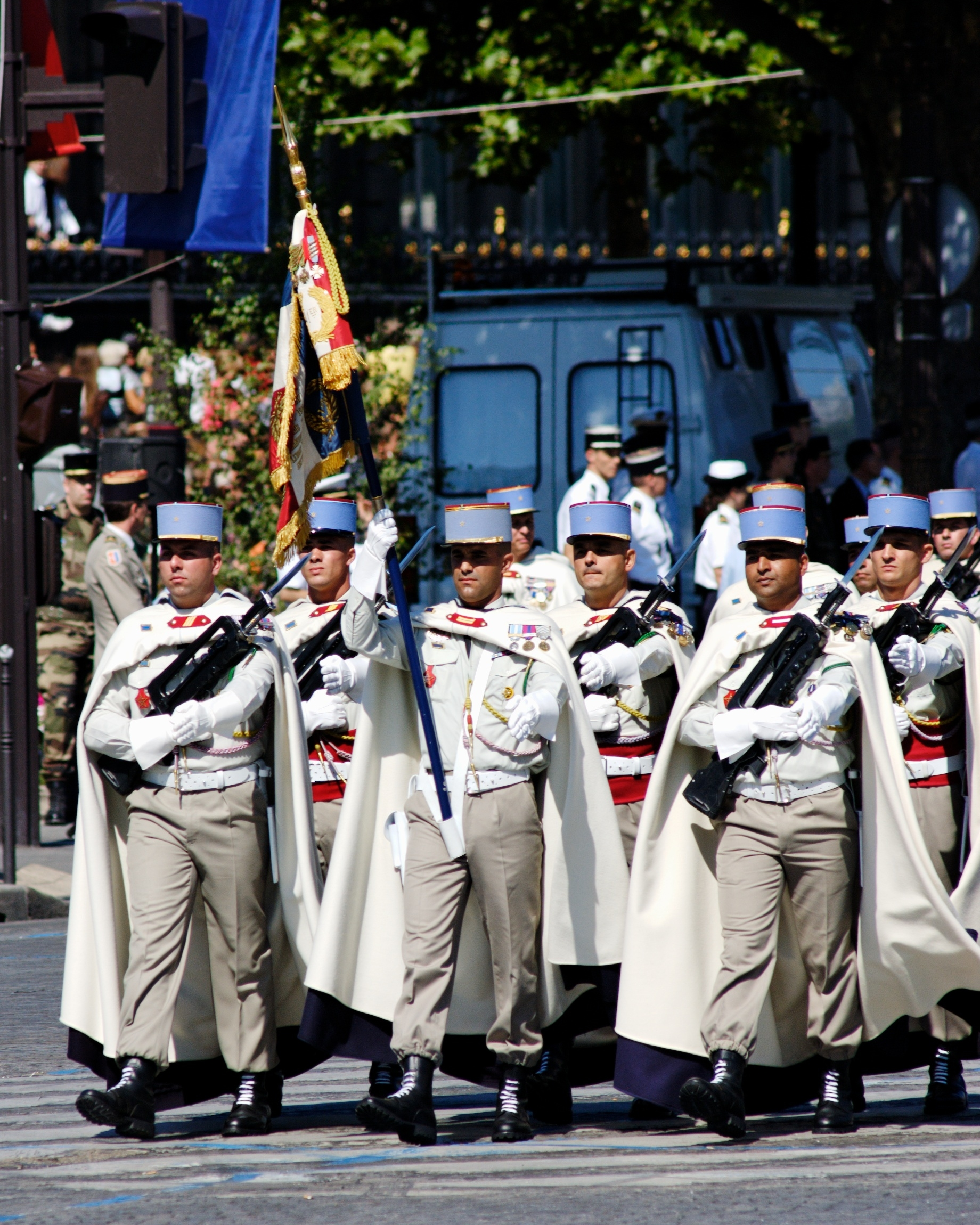
La garde au drapeau du 1er Spahis, défilé du 14 juillet 2008 sur les Champs-Élysées à Paris.

De par sa filiation, le 1er Spahis est détenteur de l'étendard du 1er spahis marocains. Brodées en lettres d'or, il porte dans ses plis plusieurs inscriptions.

#### Inscriptions héritées du1errégimentde spahis marocains
- La Marne 1914
- Pogradec 1917
- Skumbi 1917
- Bofnia 1918
- Uskub 1918
- Danube 1918
- Levant 1920-1927

#### Inscriptions héritées du1errégimentde marche de spahis marocains
- Érythrée 1941
- El Alamein 1942
- Tunisie 1943
- Paris 1944
- Strasbourg 1944

#### Inscription du1errégimentde spahis
- AFN 1952-1962 (alors 21e régiment de spahis)
- Koweït 1990-1991[N 4]

## L'insigne du1erspahis
Si l'ensemble des régiments de l'Arme Blindée Cavalerie portent aujourd'hui, par tradition, la couleur et les attributs argentés propres à l'arme montée de l'Ancien Régime (boutons et par extension insigne de béret). À l'inverse, l'or était, historiquement, la couleur réservée aux attributs vestimentaires des autres militaires et plus spécifiquement des troupes à pied. Le 1er spahis à la particularité de porter ces mêmes attributs en or. Cette exception trouve son origine avec les premiers régiments de spahis algériens dont le recrutement était constitué de cavaliers indigènes. Pour ces derniers, l'or était un métal plus précieux que l'argent et par conséquent le symbole d'un rang social important lié au prestige propre au statut militaire. Ainsi, Pour assurer un recrutement permanent de ces cavaliers, il fut décidé d'accorder aux régiments de cavalerie non européens, l'or et non l'argent. Par extension cette règle fut étendue aux régiments de spahis marocains[réf. nécessaire].
L'insigne est composé de l'Étoile Chérifienne et de la Croix de Lorraine. L'étoile et la croix reposent sur un fond de gueules : l'étoile rappelle l'origine marocaine du régiment, la croix sa filiation avec le 1er RMSM et son engagement au sein des forces françaises libres.
L'insigne porté en 1978 a été homologué sous le numéro G1084 le 18 février 1959, il portait également l'inscription « Lyautey Cavalerie » sur les pourtours horizontaux de l'étoile. L'insigne actuel a été homologué sous le numéro G4478 le 29 septembre 1997, il ne comporte plus cette inscription.
La définition héraldique est la suivante : « Étoile chérifienne d'or recouverte sur champs de gueules brochée d'une croix de Lorraine d'argent ». Ainsi, l'emblème de ce régiment permet de mettre en avant de multiples origines ethniques et religieuses, formant un seul et même corps.

Insignes du 1er Spahis
Insigne du 1er régiment de marche de spahis marocains fabriqué en 1943 au Maroc
Insigne du 1er régiment de spahis marocains entre 1947 et 1954.
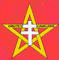
Insigne du 1er régiment de spahis entre les années 1960 et 1997.
Insigne du 1er régiment de spahis depuis 1997.

## Devises
Soldat français, je m'engage à servir mon pays. En toutes circonstances, je me conduis avec honneur, courage et dignité.
- 1er régiment de spahis marocains : « Faire face »[28]
  - 1er escadron : « Inch'Allah » (« Si Dieu le veut »)
  - 2e escadron : « Tace face » (« Se taire et faire »)
  - 3e escadron : « Faire face » (comme celle du régiment)
  - 4e escadron : « Igneus ardens » (« Feux ardents »)
  - 5e escadron : « Ne crains que Dieu » (escadron de réserve)
  - 6e escadron : changement de dénomination de l'Escadron d'éclairage et d'investigation (EEI) : « en avant tout est vôtre »
  - 7e escadron : « La joie de l’âme est dans l’action » (escadron de réserve, recréé en 2017)
  - Escadron d'instruction : « Manu Militari » (« Main armée » - « Avec la force »...) (unité dissoute à la création des centres de formations initiale des militaires du rang des brigades[26])
  - Escadron d'administration et de soutien : « Virtus militari » (« La puissance militaire » - « Les moyens militaires »...)(unité dissoute au moment de la création du GSBdD-Valence[29])
  - Escadron de commandement et de logistique (ECL) : « Notre gloire est leur victoire »[N 5]

## Personnalités ayant servi au régiment

### Compagnons de la Libération
33 Compagnons de la Libérations ont servi sous le calot rouge des spahis. En présence de leurs familles, le régiment a inauguré en juin 2021 un monument à leur mémoire au sein du quartier Baquet, organisé une exposition à la médiathèque Latour-Maubourg de Valence et publié un ouvrage qui retrace leurs parcours.
- Michel Abalan (1920-2000)
- Blaise Alexandre (1920-2005)
- Pierre Arainty (1907-1982)
- Jean Ballarin (1915-1999)
- Alfred Bergamin (1908-1974)
- Sigismond Blednicki (1920-1995), sous-officier
- André Brunel (1912-1981), médecin militaire
- Geoffroy Chodron de Courcel (1912-1992)
- Adrien Conus (1900-1947)
- Pierre Finet (1893-1962), aumonier militaire
- Jacques Fitamant (1905-1980), sous-officier
- Alain Gayet (1922-2017)
- André Gerberon (1905-1961), officier
- Yves Guellec (1913-1944)
- Paul Jourdier (1907-1995), chef de corps
- Roger Lavenir (1919-2005)
- Charles Le Goasguen (1920-1995)
- Marc Martin-Siegfried (1911-1990), officier
- Fred Moore (1920-2017)
- François Morel-Deville (1910-1968), chef de corps
- Alfred Noël (1910-1982), sous-officier
- Paul Oddo (1917-2000)
- Jean Rémy (1899-1955), chef de corps
- Nicolas Roumiantzoff (1906-1988)
- André Rouxel (1915-2004)
- Henry de Rudelle (1910-1974)
- Horace Savelli (1906-1998)
- Henri Serizier (1916-1952)
- Martin Touzeau (1919-2006)
- René Troël (1923-1977)
- Pierre Troquereau (1914-1991)
- Étienne de vaux (1922-1945)
- Harry de Villoutreys (1909-1945)

### Autres personnalités
- Michel Barro, chef de corps, général
- Yves Guéna (1922-2016), homme politique et écrivain français
- Patrick Gofman (né en 1949), journaliste et écrivain français
- Bertrand Ract-Madoux (né en 1953), chef de corps, chef d'état-major de l'Armée de terre et Gouverneur des Invalides

## Décorations
Sa cravate est décorée :
- Croix de la Libération par décret du 7 août 1945 (historiquement liée au 1er RMSM)[32]
- Croix de guerre 1914-1918 avec cinq palmes (historiquement liée au 1er RSM)
- Croix de guerre 1939-1945 avec deux palmes (historiquement liée au 1er RMSM)[32]
- Croix de guerre des Théâtres d'opérations extérieurs avec quatre palmes (historiquement liée au 1er RSM)
- Croix de la Valeur militaire avec une étoile de bronze (remise le 8 mai 2014 au titre des opérations en Afghanistan) et une étoile d'argent (remise le 22 avril 2022 au titre de l'opération Sangaris en République centrafricaine)
- Mérite Militaire Chérifien (historiquement liée au 1er RSM)
- Médaille de la bravoure Serbe (historiquement liée au 1er RSM)
- Ordre serbe de Karageorges de 4e rang, avec glaives (historiquement liée au 1er RSM)
- Médaille militaire serbe (sh) avec une citation à l'ordre de l'Armée  (historiquement liée au 1er RSM)
- Ordre roumain de Michel le Brave (historiquement liée au 1er RSM)
- La flamme bleue de la Presidential Unit Citation des États-Unis.

Divers décorations
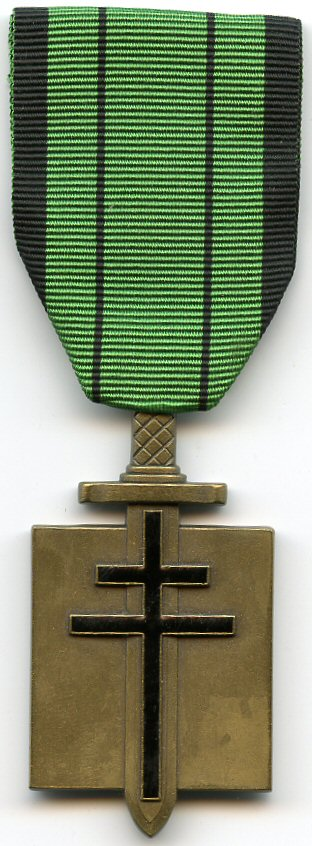
Croix de l'ordre de la Libération.
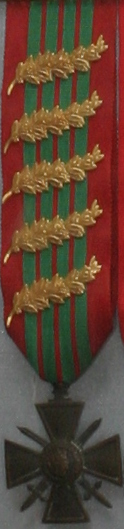
Croix de guerre 1914-1918 avec cinq palmes.
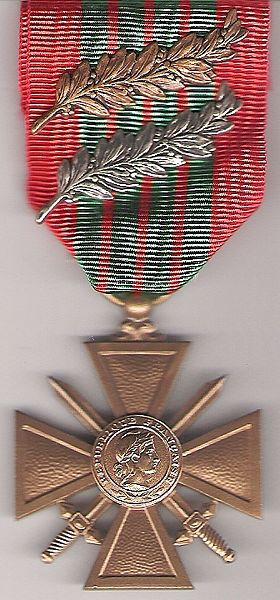
Croix de guerre 1939-1945 avec deux palmes.
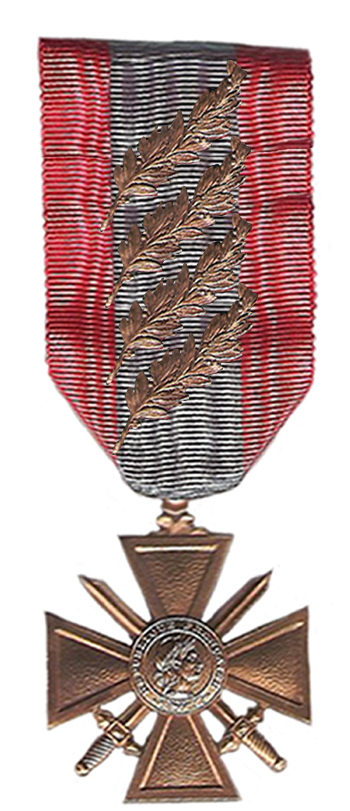
Croix de guerre des TOE avec quatre palmes.
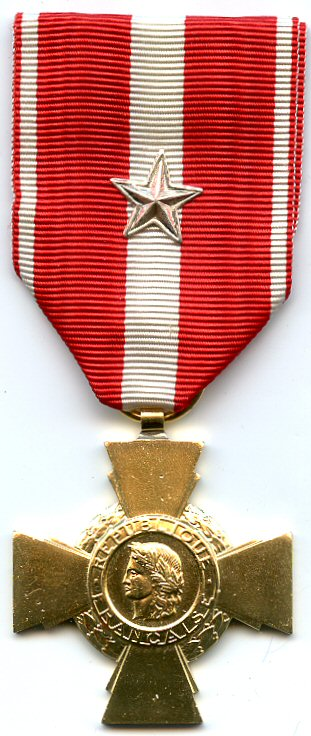
Croix de la valeur militaire avec une étoile de bronze et une étoile d'argent.
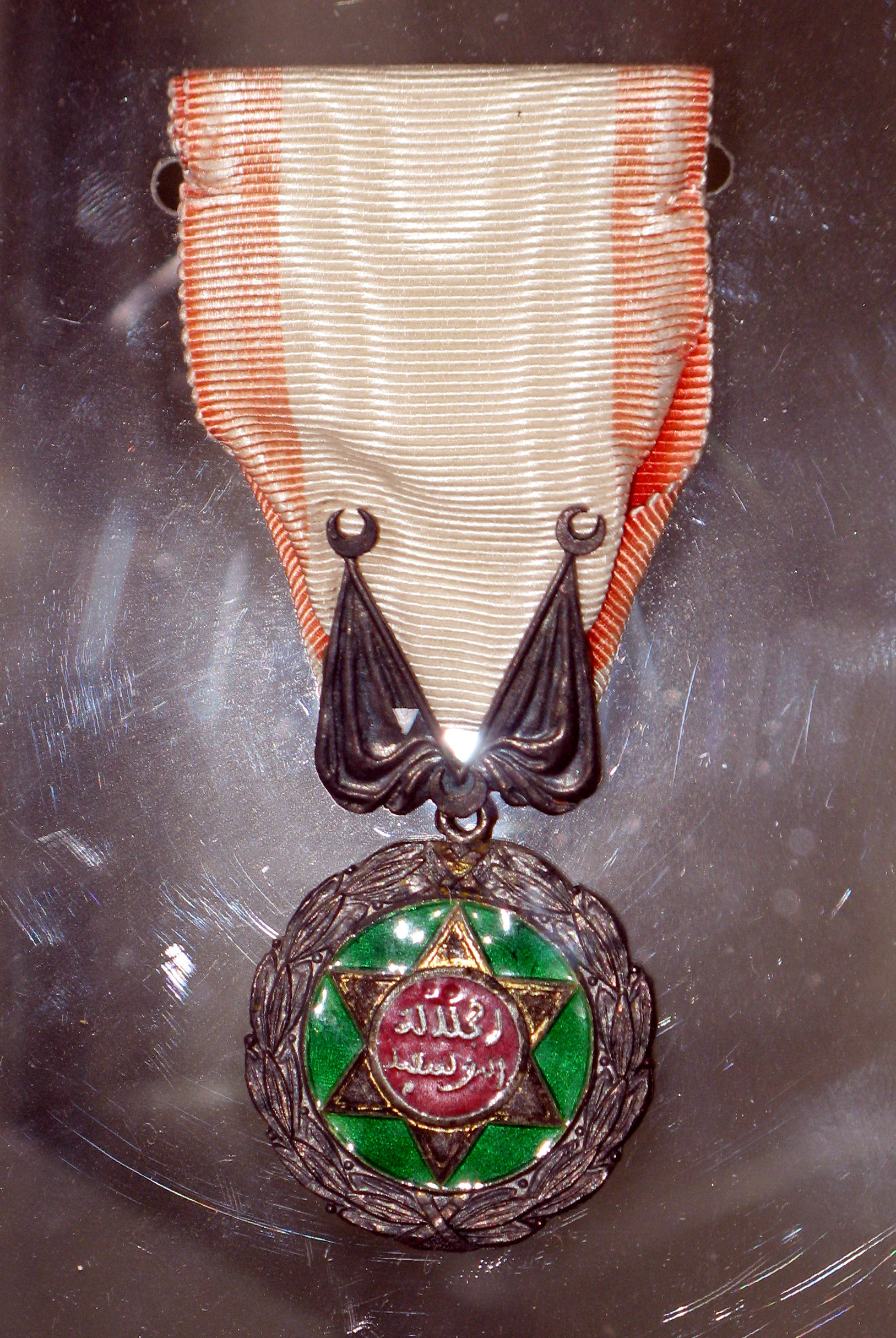
Ordre du mérite militaire chérifien.
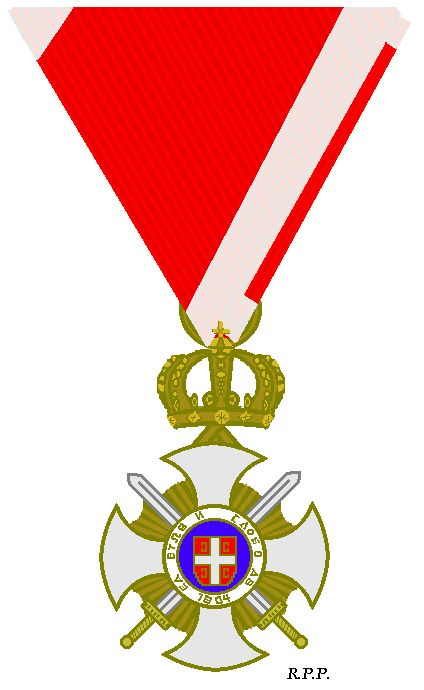
Ordre de Karageorge avec glaives.
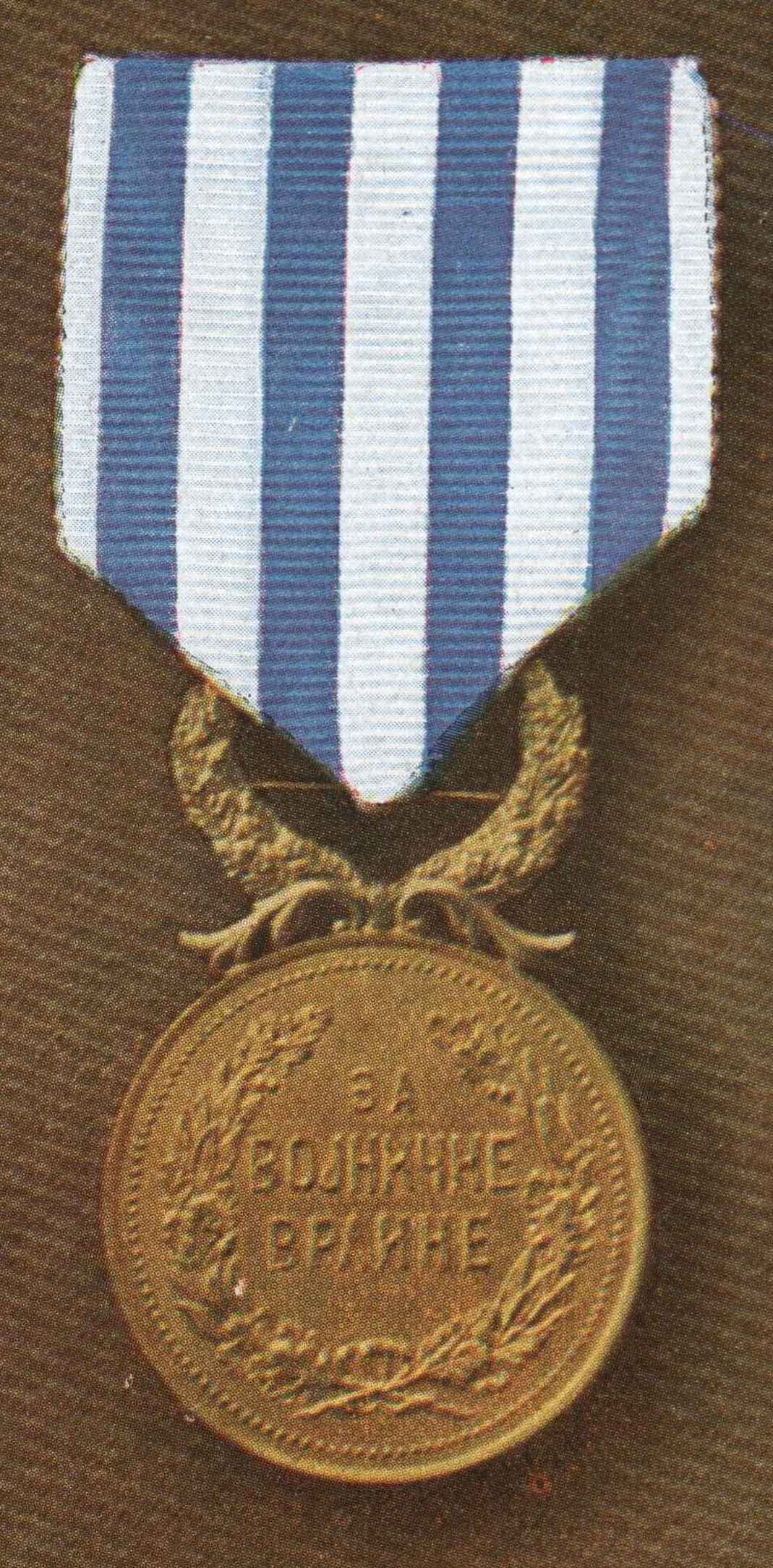
Médaille militaire serbe.
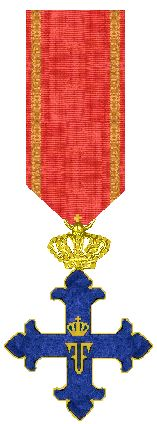
Ordre de Michel le Brave.
Presidential Unit Citation, États-Unis.

Les militaires du régiment portent la fourragère aux couleurs de la Médaille militaire, avec olives Croix de guerre 1914-1918, Croix de guerre 1939-1945, la fourragère aux couleurs de la Croix de guerre des TOE et la fourragère aux couleurs de la Croix de l'Ordre de la Libération depuis le 18 juin 1996.

Fourragères
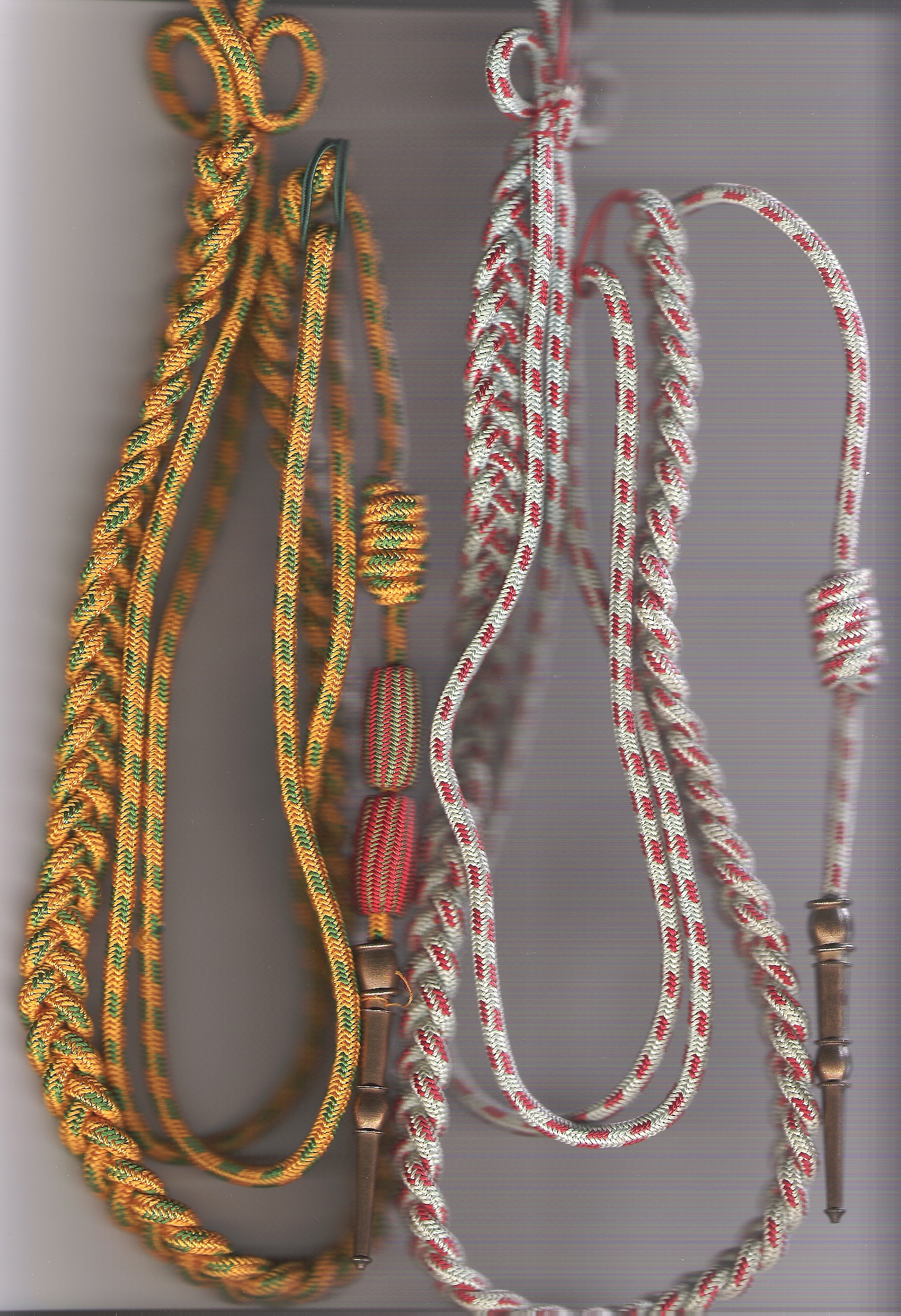
Fourragère aux couleurs du ruban de la Médaille militaire avec olives aux couleurs du ruban de la croix de guerre (1914-1918) (1939-1945) puis fourragère aux couleurs du ruban de la croix T.O.E.
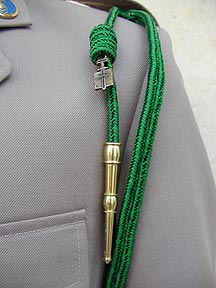
Fourragère aux couleurs du ruban de l'Ordre de la Libération à compter du 18 juin 1996.

Tenue de traditon et de défilé
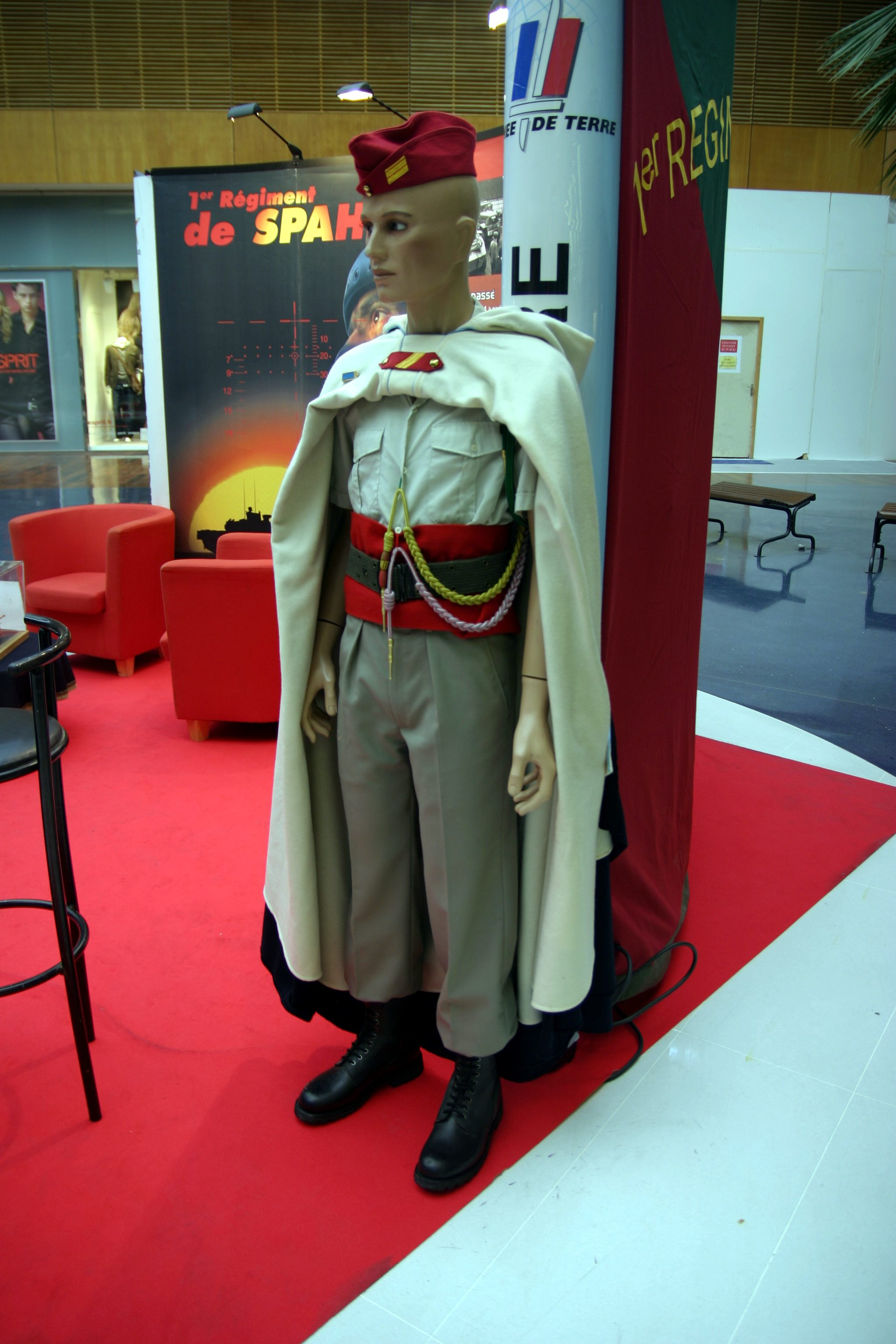
Tenue de défilé du 1er régiment de Spahis.
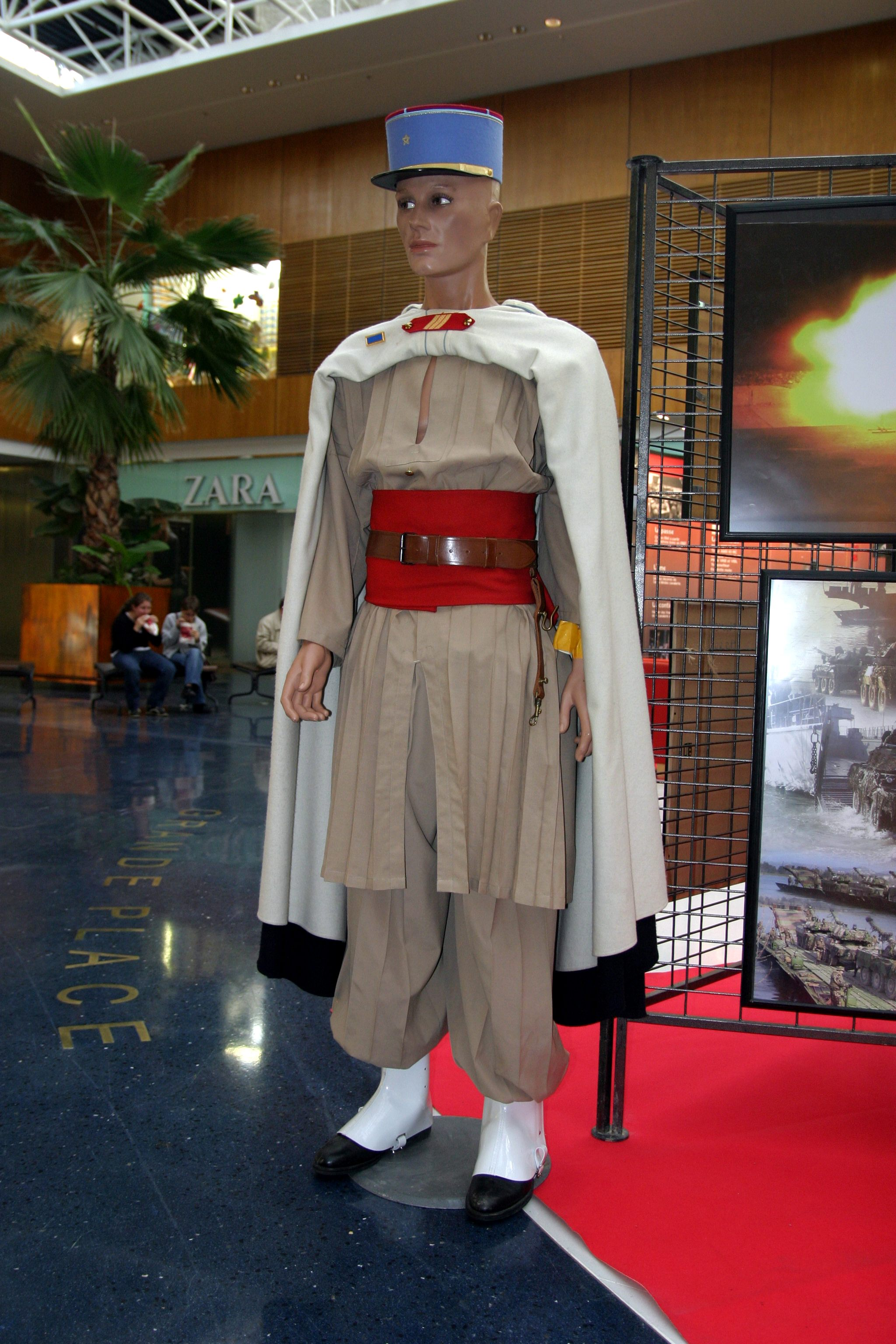
Tenue de tradition, dite tenue "orientale"
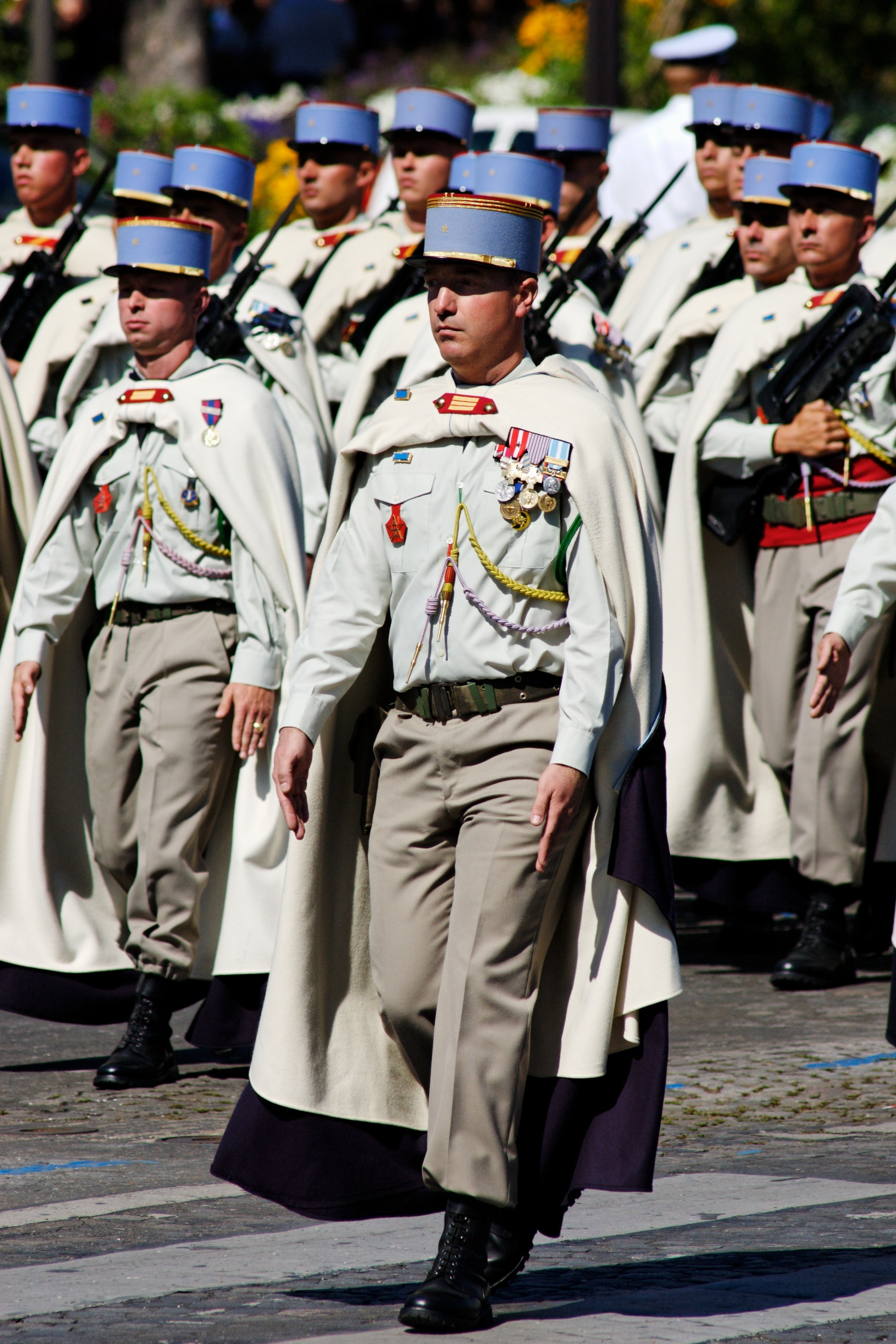
1er régiment de spahis lors du défilé du 14 juillet 2008 sur les Champs-Élysées à Paris.
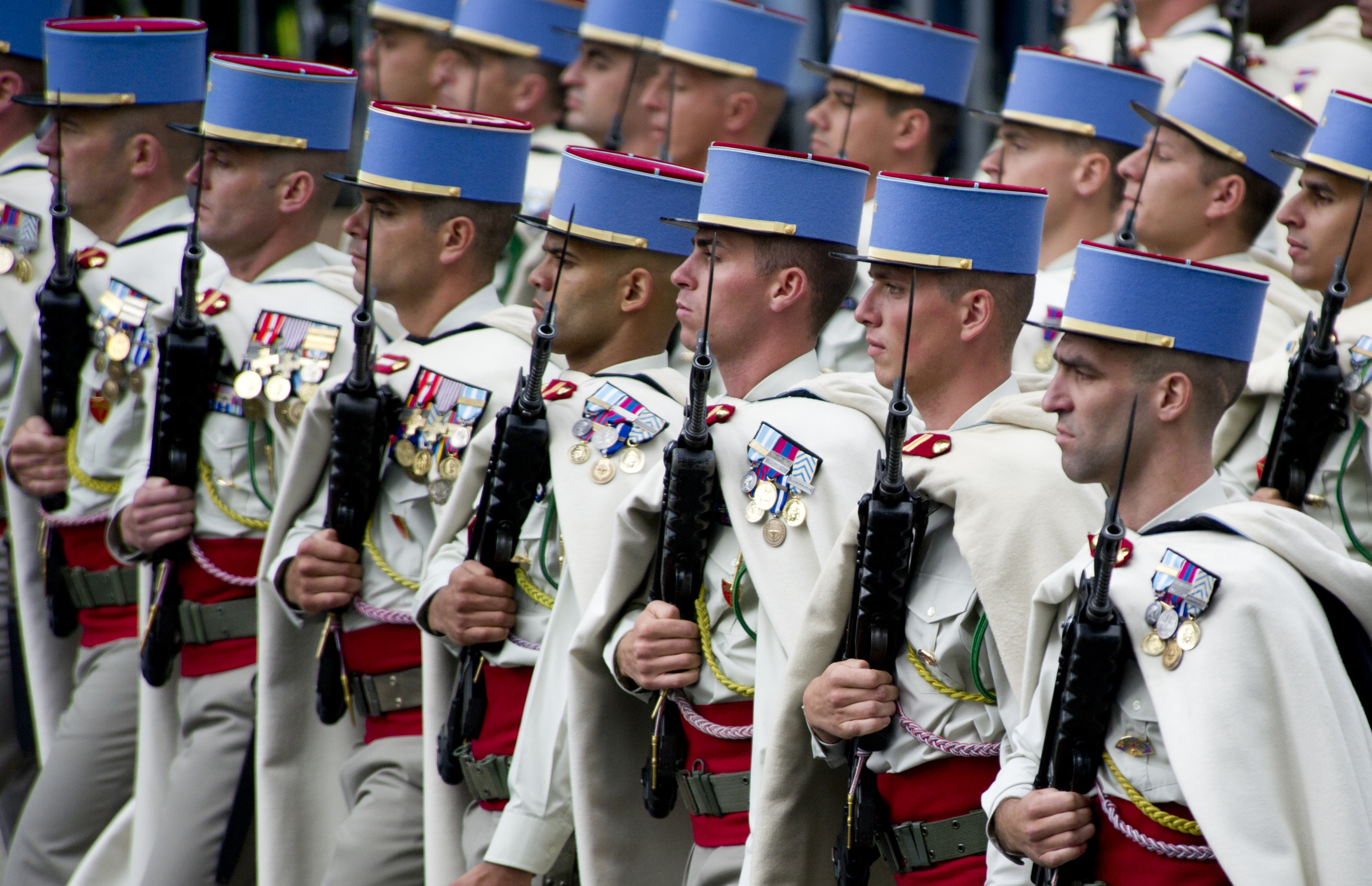
1er régiment de spahis lors du défilé du 14 juillet 2012 sur les Champs-Élysées à Paris.